# Ярославский шинный завод
«Ярославский шинный завод» — предприятие по выпуску шин в Ярославской области, входит в состав холдинга «Кордиант».

## История
В 1928 году было принято постановление ВСНХ о строительстве в Ярославле резино-асбестового комбината (ЯРАК), включающего шинный, асбестовый, механический, регенераторный заводы, кордную фабрику и теплоцентраль, в 1929 году заключён договор с американской компанией «Зайберлинг» на разработку проекта шинного завода и оказание технической помощи в строительстве и пуске, установленная планируемая мощность − 9 шин ежеминутно. Шинный завод строился в 1930—1932 годы, в СССР не было опыта возведения подобных объектов, поэтому часть специалистов прошла стажировку в США, а группа американских инженеров (Гувер, Татерсол, Уайт) постоянно работала на объектах шинного завода. Завод запущен в 1932 году.
В 1940 году ЯРАК был разукрупнён и шинный завод стал самостоятельным предприятием, притом орден Ленина, полученный коллективом ЯРАК в 1939 году, был сохранён за шинным заводом.
В начале Великой Отечественный войны завод обладал единственным в СССР функционирующим производством шин для авиации, артиллерии, танков, автотранспорта. В ночь с 9 на 10 июня 1943 года в результате крупнейшей для Ярославля бомбардировки завод был полностью разрушен, но уже в конце сентября последствия были ликвидированы, завод восстановлен. В конце войны начались работы по техническому оснащению производства.
В 1946—1947 годы были освоены новые виды продукции, переоснащены производственные процессы, на многих операциях введён прямой поток (изготовление протекторов, браслетов, брекеров), впервые в СССР осуществлена замена ручной стыковки автокамер механической на специальных стыковочных станках. В те же годы полудорновые станки были оснащены механической скалкой для надевания браслетов на барабан (конструкция заводского изобретателя Н. С. Мишакова), приспособление для обжимки кромки браслетов и протекторов на сборочных станках (конструкция заводского изобретателя Б. И. Лапина). Эти изобретения использовались на всех шинных заводах СССР. Также в 1946 году было создано бюро конструирования авиационных шин, с этого времени завод стал головным предприятием в СССР по разработке новых конструкций авиашин для всех типов авиатехники, создаваемых авиационными предприятиями Туполева, Ильюшина, Антонова, Яковлева, Сухого, Микояна.

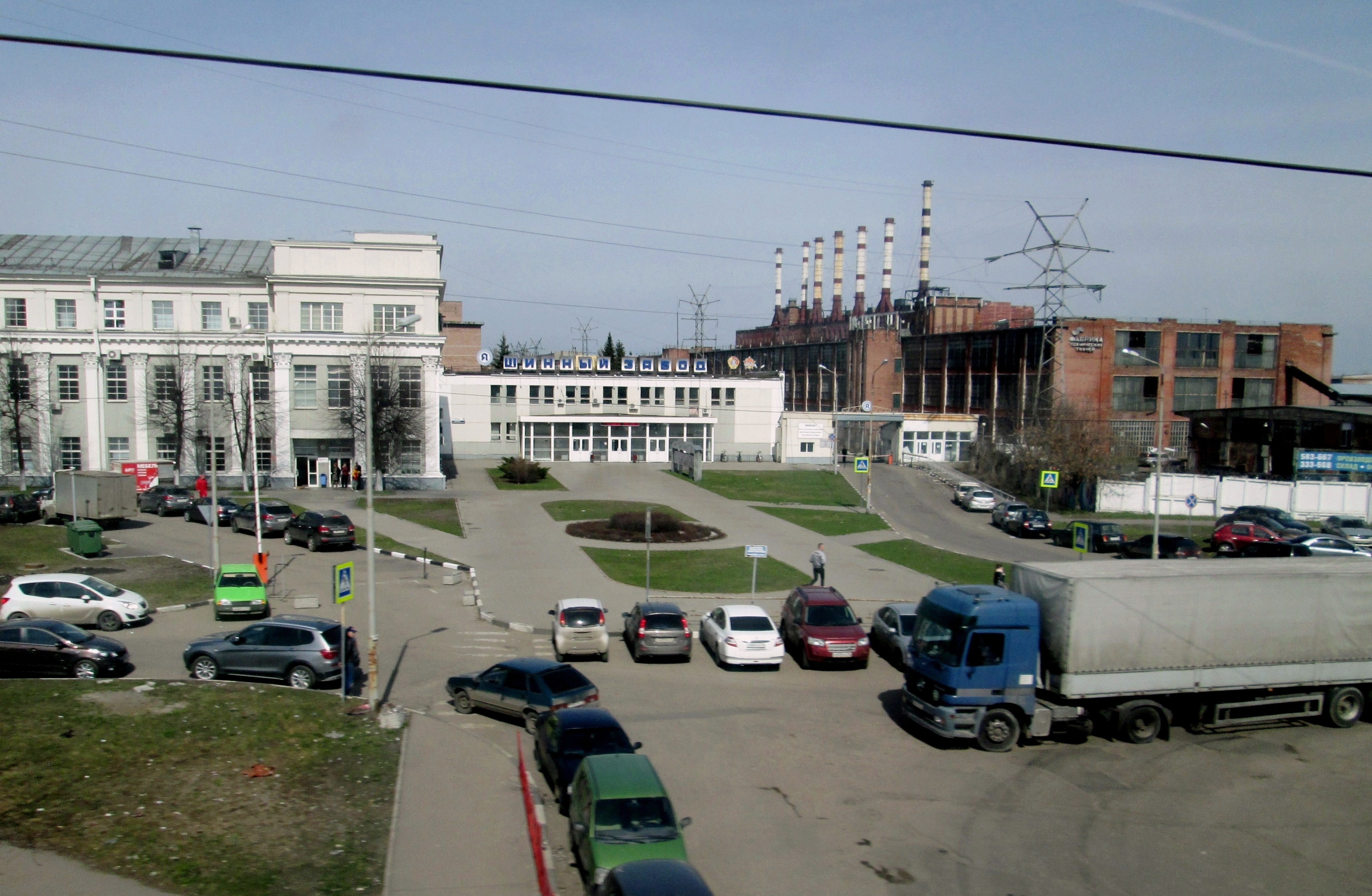
Ярославский шинный завод

В 1950-е годы впервые в СССР завод начал выпускать бескамерные шины (для легковых автомобилей «Победа», «Волга», «ЗИМ», тогда же впервые в СССР конструкторским бюро под руководством П. А. Шаркевича разработана и создана конструкция бескамерной арочной шины для грузовиков ЗИЛ-150, работающих в условиях бездорожья. С 1954 года организован массовый серийный выпуск сельскохозяйственных шин для трактора «Беларусь». В конце 1950-х — начале 1960-х годов в СССР был так называемый «шинный кризис», увеличивался простой автотранспорта из-за дефицита шин, и предприятию была поставлена задача увеличить выпуск шин и улучшить их качество за счёт автоматизации производства, замены старых конструкций шин на новые. В 1960 году освоено серийное производство шин типа «РС» для автомобиля ГАЗ-51 (высшая цифра пробега — 250 тыс. км), в 1962 — начато производство шин для тракторов Кировского, Харьковского, Белорусского заводов. В 1966 году на заводе выпущена 100-миллионная шина. В 1969 году завод стал поставщиком шин для нового легкового автомобиля «Жигули».
В 1971 году завод награждён орденом Октябрьской Революции.
В декабре 1981 года на предприятии собрана 200-миллионная покрышка. В 1989 году выпущена пробная партия автомобильных шин с металлокордом в конструкции, а в 1990-е годы освоено серийное производство грузовых целиком металлокордных шин.
В 1996 году предприятие акционировано (ОАО «ЯШЗ»), несколько позднее контроль над заводом перешёл к холдингу «Сибур».
В 2006 году завод произвёл 4376 тыс. шин (10,8 % от общероссийского производства), к июню 2007 года завершён инвестиционный проект по увеличению объёма выпуска грузовых целиком металлокордных шин до 370 тыс. штук в год.
В 2011 году шинный дивизион «Сибура» («Кордиант») выкуплен менеджментом, став полностью самостоятельной компанией.
В январе 2013 на заводе ликвидировано и переведено в Барнаул единственное в России производство авиационных шин (цех № 31, позднее — «ЯШЗ-Авиа»), уволено около 200 специалистов в связи с желанием компании «Кордианта» сконцентрироваться исключительно на выпуске шин для легковых и грузовых автомобилей, несмотря на то, что её доля на российском рынке авиашин в 2011 году составляла 18 — 24 %.
В феврале 2013 года директором предприятия назначен бывший руководитель Кировского шинного завода Валерий Николаев.